# Tafeltennis op de Olympische Zomerspelen 2024 - Kwalificatie
Dit artikel beschrijft de kwalificatie voor Tafeltennis op de Olympische Zomerspelen 2024. Er is plaats voor maximaal 172 spelers, gelijk verdeeld over mannen en vrouwen. Ieder land (NOC) mag maximaal drie mannelijke spelers en drie vrouwelijke spelers leveren, verdeeld over de vijf onderdelen (mannenteams, vrouwenteams, mannen enkelspel, vrouwen enkelspel en de gemengd dubbel), maar maximaal twee voor het mannen enkelspel en twee voor het vrouwen enkelspel. Per NOC mag er maximaal één team deelnemen aan het onderdeel mannenteams en idem bij de vrouwenteams. Per NOC mag er slechts één paar deelnemen aan de gemengd dubbel.

## Samenvatting

### Mannen
| #      | NOC    | Atleet                | TM     | GD     | ES     | Totaal |
| ------ | ------ | --------------------- | ------ | ------ | ------ | ------ |
| 01     | ALG    | Mehdi Bouloussa       | —      | —      | Vinkje | 1      |
| 02     | ARG    | Santiago Lorenzo      | —      | —      | Vinkje | 1      |
| 03     | AUS    | Hwan Bae              | Vinkje | —      | —      | 3      |
| 04     | AUS    | Nicholas Lum          | Vinkje | Vinkje | Vinkje | 3      |
| 05     | AUS    | Finn Luu              | Vinkje | —      | Vinkje | 3      |
| 06     | AUT    | Daniel Habesohn       | —      | —      | Vinkje | 1      |
| 07     | BEL    | Martin Allegro        | —      | —      | Vinkje | 2      |
| 08     | BEL    | Cédric Nuytinck       | —      | —      | Vinkje | 2      |
| 09     | BRA    | Hugo Calderano        | Vinkje | —      | Vinkje | 3      |
| 10     | BRA    | Vitor Ishiy           | Vinkje | Vinkje | Vinkje | 3      |
| 11     | BRA    | Guilherme Teodoro     | Vinkje | —      | —      | 3      |
| 12     | CAN    | Jeremy Hazin          | Vinkje | —      | —      | 3      |
| 13     | CAN    | Edward Ly             | Vinkje | —      | Vinkje | 3      |
| 14     | CAN    | Eugene Wang           | Vinkje | —      | Vinkje | 3      |
| 15     | CGO    | Saheed Idowu          | —      | —      | Vinkje | 1      |
| 16     | CHI    | Nicolás Burgos        | —      | —      | Vinkje | 1      |
| 17     | CHN    | Fan Zhendong          | Vinkje | —      | Vinkje | 3      |
| 18     | CHN    | Ma Long               | Vinkje | —      | —      | 3      |
| 19     | CHN    | Wang Chuqin           | Vinkje | Vinkje | Vinkje | 3      |
| 21     | CRO    | Andrej Gaćina         | Vinkje | —      | Vinkje | 3      |
| 22     | CRO    | Tomislav Pucar        | Vinkje | —      | Vinkje | 3      |
| 20     | CRO    | Filip Zeljko          | Vinkje | —      | —      | 3      |
| 23     | CUB    | Jorge Campos          | —      | Vinkje | —      | 2      |
| 24     | CUB    | Andy Pereira          | —      | —      | Vinkje | 2      |
| 25     | DEN    | Martin Buch Andersen  | Vinkje | —      | —      | 3      |
| 26     | DEN    | Jonathan Groth        | Vinkje | —      | Vinkje | 3      |
| 27     | DEN    | Anders Lind           | Vinkje | —      | Vinkje | 3      |
| 28     | ECU    | Alberto Miño          | —      | —      | Vinkje | 1      |
| 29     | EGY    | Youssef Abdel-Aziz    | Vinkje | —      | —      | 3      |
| 30     | EGY    | Omar Assar            | Vinkje | Vinkje | Vinkje | 3      |
| 31     | EGY    | Mohamed El-Beiali     | Vinkje | —      | Vinkje | 3      |
| 32     | ESP    | Álvaro Robles         | —      | Vinkje | Vinkje | 1      |
| 33     | FIJ    | Vicky Wu              | —      | —      | Vinkje | 1      |
| 34     | FRA    | Simon Gauzy           | Vinkje | —      | —      | 3      |
| 35     | FRA    | Alexis Lebrun         | Vinkje | Vinkje | Vinkje | 3      |
| 36     | FRA    | Félix Lebrun          | Vinkje | —      | Vinkje | 3      |
| 37     | GBR    | Liam Pitchford        | —      | —      | Vinkje | 1      |
| 38     | GER    | Timo Boll             | Vinkje | —      | —      | 3      |
| 39     | GER    | Dimitrij Ovtcharov    | Vinkje | —      | Vinkje | 3      |
| 40     | GER    | Dang Qiu              | Vinkje | Vinkje | Vinkje | 3      |
| 41     | GRE    | Panagiotis Gionis     | —      | —      | Vinkje | 1      |
| 42     | HKG    | Wong Chun-ting        | —      | Vinkje | Vinkje | 1      |
| 43     | HUN    | Nándor Ecseki         | —      | Vinkje | —      | 1      |
| 44     | IND    | Harmeet Desai         | Vinkje | —      | Vinkje | 3      |
| 45     | IND    | Sharath Kamal         | Vinkje | —      | Vinkje | 3      |
| 46     | IND    | Manav Thakkar         | Vinkje | —      | —      | 3      |
| 47     | IRI    | Nima Alamian          | —      | —      | Vinkje | 2      |
| 48     | IRI    | Noshad Alamiyan       | —      | —      | Vinkje | 2      |
| 49     | JOR    | Zaid Abo-Yaman        | —      | —      | Vinkje | 1      |
| 50     | JPN    | Tomokazu Harimoto     | Vinkje | Vinkje | Vinkje | 3      |
| 51     | JPN    | Hiroto Shinozuka      | Vinkje | —      | —      | 3      |
| 52     | JPN    | Shunsuke Togami       | Vinkje | —      | Vinkje | 3      |
| 53     | KAZ    | Kirill Gerassimenko   | —      | —      | Vinkje | 1      |
| 54     | KOR    | Cho Dae-seong         | Vinkje | —      | Vinkje | 3      |
| 55     | KOR    | Jang Woo-jin          | Vinkje | —      | Vinkje | 3      |
| 56     | KOR    | Lim Jong-hoon         | Vinkje | Vinkje | —      | 3      |
| 57     | LUX    | Luka Mladenovic       | —      | —      | Vinkje | 1      |
| 58     | MAD    | Fabio Rakotoarimanana | —      | —      | Vinkje | 1      |
| 59     | MDA    | Vladislav Ursu        | —      | —      | Vinkje | 1      |
| 60     | MEX    | Marcos Madrid         | —      | —      | Vinkje | 1      |
| 61     | NEP    | Santoo Shrestha       | —      | —      | Vinkje | 1      |
| 62     | NGR    | Quadri Aruna          | —      | —      | Vinkje | 2      |
| 63     | NGR    | Olajide Omotayo       | —      | —      | Vinkje | 2      |
| 64     | POL    | Miłosz Redzimski      | —      | —      | Vinkje | 1      |
| 65     | POR    | Tiago Apolónia        | Vinkje | —      | Vinkje | 3      |
| 66     | POR    | Marcos Freitas        | Vinkje | —      | Vinkje | 3      |
| 67     | POR    | João Geraldo          | Vinkje | —      | —      | 3      |
| 68     | PRK    | Ri Jong-sik           | —      | Vinkje | —      | 1      |
| 69     | PUR    | Brian Afanador        | —      | —      | Vinkje | 2      |
| 70     | PUR    | Daniel Gonzáles       | —      | —      | Vinkje | 2      |
| 71     | ROU    | Eduard Ionescu        | —      | —      | Vinkje | 2      |
| 72     | ROU    | Ovidiu Ionescu        | —      | Vinkje | Vinkje | 2      |
| 73     | SEN    | Ibrahima Diaw         | —      | —      | Vinkje | 1      |
| 74     | SGP    | Izaac Quek            | —      | —      | Vinkje | 1      |
| 75     | SLO    | Darko Jorgić          | Vinkje | —      | Vinkje | 3      |
| 76     | SLO    | Deni Kožul            | Vinkje | —      | Vinkje | 3      |
| 77     | SLO    | Peter Hribar          | Vinkje | —      | —      | 3      |
| 78     | SVK    | Wang Yang             | —      | —      | Vinkje | 1      |
| 79     | SWE    | Anton Källberg        | Vinkje | —      | Vinkje | 3      |
| 80     | SWE    | Kristian Karlsson     | Vinkje | Vinkje | —      | 3      |
| 81     | SWE    | Truls Möregårdh       | Vinkje | —      | Vinkje | 3      |
| 82     | TPE    | Chuang Chih-yuan      | Vinkje | —      | —      | 3      |
| 83     | TPE    | Kao Cheng-jui         | Vinkje | —      | Vinkje | 3      |
| 84     | TPE    | Lin Yun-ju            | Vinkje | Vinkje | Vinkje | 3      |
| 85     | UKR    | Jaroslav Zjmoedenko   | —      | —      | Vinkje | 1      |
| 86     | USA    | Kanak Jha             | —      | —      | Vinkje | 1      |
| Totaal | Totaal | Totaal                | 48     | 16     | 67     | 86     |

### Vrouwen
| #      | NOC    | Atleet                | TM     | GD     | ES     | Totaal |
| ------ | ------ | --------------------- | ------ | ------ | ------ | ------ |
| 01     | ALG    | Lynda Loghraibi       | —      | —      | Vinkje | 1      |
| 02     | AUS    | Michelle Bromley      | Vinkje | —      | —      | 3      |
| 04     | AUS    | Minhyung Jee          | Vinkje | Vinkje | Vinkje | 3      |
| 03     | AUS    | Melissa Tapper        | Vinkje | —      | Vinkje | 3      |
| 05     | AUT    | Sofia Polcanova       | —      | —      | Vinkje | 1      |
| 06     | BRA    | Bruna Alexandre       | Vinkje | —      | —      | 3      |
| 07     | BRA    | Bruna Takahashi       | Vinkje | Vinkje | Vinkje | 3      |
| 08     | BRA    | Giulia Takahashi      | Vinkje | —      | Vinkje | 3      |
| 09     | CAN    | Mo Zhang              | —      | —      | Vinkje | 1      |
| 10     | CHI    | María Paulina Vega    | —      | —      | Vinkje | 2      |
| 11     | CHI    | Zhiying Zeng          | —      | —      | Vinkje | 2      |
| 12     | CHN    | Chen Meng             | Vinkje | —      | Vinkje | 3      |
| 13     | CHN    | Sun Yingsha           | Vinkje | Vinkje | Vinkje | 3      |
| 14     | CHN    | Wang Manyu            | Vinkje | —      | —      | 3      |
| 15     | CMR    | Sarah Hanffou         | —      | —      | Vinkje | 1      |
| 16     | CRO    | Ivana Malobabić       | —      | —      | Vinkje | 1      |
| 17     | CUB    | Daniela Fonseca       | —      | Vinkje | —      | 1      |
| 18     | CZE    | Hana Matelová         | —      | —      | Vinkje | 1      |
| 19     | EGY    | Mariam Alhodaby       | Vinkje | —      | —      | 3      |
| 20     | EGY    | Hana Goda             | Vinkje | —      | Vinkje | 3      |
| 21     | EGY    | Dina Meshref          | Vinkje | Vinkje | Vinkje | 3      |
| 22     | ESP    | María Xiao            | —      | Vinkje | Vinkje | 1      |
| 23     | FRA    | Charlotte Lutz        | Vinkje | —      | —      | 3      |
| 24     | FRA    | Prithika Pavade       | Vinkje | —      | Vinkje | 3      |
| 25     | FRA    | Jia Nan Yuan          | Vinkje | Vinkje | Vinkje | 3      |
| 26     | GBR    | Anna Hursey           | —      | —      | Vinkje | 1      |
| 27     | GER    | Yuan Wan              | Vinkje | —      | —      | 3      |
| 28     | GER    | Nina Mittelham        | Vinkje | Vinkje | Vinkje | 3      |
| 29     | GER    | Shan Xiaona           | Vinkje | —      | Vinkje | 3      |
| 30     | GUY    | Chelsea Edghill       | —      | —      | Vinkje | 1      |
| 31     | HKG    | Doo Hoi Kem           | Vinkje | Vinkje | Vinkje | 3      |
| 32     | HKG    | Lee Ho Ching          | Vinkje | —      | —      | 3      |
| 33     | HKG    | Zhu Chengzhu          | Vinkje | —      | Vinkje | 3      |
| 34     | HUN    | Dóra Madarász         | —      | Vinkje | —      | 2      |
| 35     | HUN    | Georgina Póta         | —      | —      | Vinkje | 2      |
| 36     | IND    | Sreeja Akula          | Vinkje | —      | Vinkje | 3      |
| 37     | IND    | Manika Batra          | Vinkje | —      | Vinkje | 3      |
| 38     | IND    | Archana Kamath        | Vinkje | —      | —      | 3      |
| 39     | IRI    | Neda Shahsavari       | —      | —      | Vinkje | 1      |
| 40     | ITA    | Giorgia Piccolin      | —      | —      | Vinkje | 2      |
| 41     | ITA    | Debora Vivarelli      | —      | —      | Vinkje | 2      |
| 42     | JPN    | Miwa Harimoto         | Vinkje | —      | —      | 3      |
| 43     | JPN    | Hina Hayata           | Vinkje | Vinkje | Vinkje | 3      |
| 44     | JPN    | Miu Hirano            | Vinkje | —      | Vinkje | 3      |
| 45     | KOR    | Jeon Ji-hee           | Vinkje | —      | Vinkje | 3      |
| 46     | KOR    | Lee Eun-hye           | Vinkje | —      | —      | 3      |
| 47     | KOR    | Shin Yu-bin           | Vinkje | Vinkje | Vinkje | 3      |
| 48     | LBN    | Mariana Sahakian      | —      | —      | Vinkje | 1      |
| 49     | LUX    | Ni Xia Lian           | —      | —      | Vinkje | 2      |
| 50     | LUX    | Sarah de Nutte        | —      | —      | Vinkje | 2      |
| 51     | MDV    | Fathimath Ali         | —      | —      | Vinkje | 1      |
| 52     | MEX    | Arantxa Cossio Aceves | —      | —      | Vinkje | 1      |
| 53     | MON    | Xiaoxin Yang          | —      | —      | Vinkje | 1      |
| 54     | NED    | Britt Eerland         | —      | —      | Vinkje | 1      |
| 55     | NGR    | Fatimo Bello          | —      | —      | Vinkje | 2      |
| 56     | NGR    | Offiong Edem          | —      | —      | Vinkje | 2      |
| 57     | POL    | Natalia Bajor         | Vinkje | —      | Vinkje | 3      |
| 58     | POL    | Katarzyna Węgrzyn     | Vinkje | —      | Vinkje | 3      |
| 59     | POL    | Zuzanna Wielgos       | Vinkje | —      | —      | 3      |
| 60     | POR    | Shao Jieni            | —      | —      | Vinkje | 2      |
| 61     | POR    | Yu Fu                 | —      | —      | Vinkje | 2      |
| 62     | PRK    | Kim Kum-yong          | —      | Vinkje | —      | 2      |
| 63     | PRK    | Pyon Song-gyong       | —      | —      | Vinkje | 2      |
| 64     | PUR    | Adriana Díaz          | —      | —      | Vinkje | 1      |
| 65     | ROU    | Adina Diaconu         | Vinkje | —      | —      | 3      |
| 66     | ROU    | Elizabeta Samara      | Vinkje | —      | Vinkje | 3      |
| 67     | ROU    | Bernadette Szőcs      | Vinkje | Vinkje | Vinkje | 3      |
| 68     | SGP    | Zeng Jian             | —      | —      | Vinkje | 2      |
| 69     | SGP    | Zhou Jingyi           | —      | —      | Vinkje | 2      |
| 70     | SRB    | Izabela Lupulesku     | —      | —      | Vinkje | 1      |
| 72     | SWE    | Filippa Bergand       | Vinkje | —      | —      | 3      |
| 71     | SWE    | Linda Bergström       | Vinkje | —      | Vinkje | 3      |
| 73     | SWE    | Christina Källberg    | Vinkje | Vinkje | Vinkje | 3      |
| 74     | THA    | Orawan Paranang       | Vinkje | —      | Vinkje | 3      |
| 75     | THA    | Jinnipa Sawettabut    | Vinkje | —      | —      | 3      |
| 76     | THA    | Suthasini Sawettabut  | Vinkje | —      | Vinkje | 3      |
| 77     | TPE    | Chen Szu-yu           | Vinkje | Vinkje | —      | 3      |
| 78     | TPE    | Cheng I-ching         | Vinkje | —      | Vinkje | 3      |
| 79     | TPE    | Chien Tung-chuan      | Vinkje | —      | Vinkje | 3      |
| 80     | TUR    | Sibel Altınkaya       | —      | —      | Vinkje | 1      |
| 81     | UKR    | Solomia Bratejko      | —      | —      | Vinkje | 2      |
| 82     | UKR    | Margaryta Pesotska    | —      | —      | Vinkje | 2      |
| 83     | USA    | Rachel Sung           | Vinkje | —      | —      | 3      |
| 84     | USA    | Amy Wang              | Vinkje | —      | Vinkje | 3      |
| 85     | USA    | Lily Zhang            | Vinkje | —      | Vinkje | 3      |
| 86     | VAN    | Priscila Tommy        | —      | —      | Vinkje | 1      |
| Totaal | Totaal | Totaal                | 48     | 16     | 67     | 86     |

## Teamkwalificatie
| Evenement                             | Data                   | Plaats      | Mannenteam                                                             | Vrouwenteam                                                                          |
| ------------------------------------- | ---------------------- | ----------- | ---------------------------------------------------------------------- | ------------------------------------------------------------------------------------ |
| Gastheer                              | —                      | —           | FRA Simon Gauzy Alexis Lebrun Félix Lebrun Jules Rolland               | FRA Charlotte Lutz Prithika Pavade Jia Nan Yuan Audrey Zarif                         |
| Oceanische kampioenschappen 2023      | 2 - 9 september 2023   | Townsville  | AUS Hwan Bae Nicholas Lum Finn Luu Aditya Sareen                       | AUS Michelle Bromley Minhyung Jee Melissa Tapper —                                   |
| Aziatische kampioenschappen 2023      | 3 - 10 september 2023  | Pyeongchang | CHN Fan Zhendong Ma Long Wang Chuqin Liang Jingkun                     | CHN Chen Meng Sun Yingsha Wang Manyu Wang Yidi                                       |
| Europese kampioenschappen 2023        | 10 - 17 september 2023 | Malmö       | SWE Anton Källberg Kristian Karlsson Truls Möregårdh Mattias Falck     | GER Yuan Wan Nina Mittelham Shan Xiaona Annett Kaufmann                              |
| Pan-Amerikaanse kampioenschappen 2023 | 10 - 17 september 2023 | Havana      | BRA Hugo Calderano Vitor Ishiy Guilherme Teodoro Leonardo Iizuka       | BRA Bruna Alexandre Bruna Takahashi Giulia Takahashi Laura Watanabe                  |
| Pan-Amerikaanse kampioenschappen 2023 | 10 - 17 september 2023 | Havana      | CAN Jeremy Hazin Edward Ly Eugene Wang Zexuan Wang                     | USA Rachel Sung Amy Wang Lily Zhang Sally Moyland                                    |
| Afrikaanse kampioenschappen 2023      | 11 - 17 september 2023 | Tunis       | EGY Youssef Abdel-Aziz Omar Assar Mohamed El-Beiali Khalid Assar       | EGY Mariam Alhodaby Hana Goda Dina Meshref Yousra Helmy                              |
| Wereldkampioenschappen 2024           | 16 - 25 februari 2024  | Busan       | CHN                                                                    | CHN                                                                                  |
| Wereldkampioenschappen 2024           | 16 - 25 februari 2024  | Busan       | DEN Martin Buch Andersen Jonathan Groth Anders Lind Tobias Rasmussen   | FRA                                                                                  |
| Wereldkampioenschappen 2024           | 16 - 25 februari 2024  | Busan       | FRA                                                                    | GER                                                                                  |
| Wereldkampioenschappen 2024           | 16 - 25 februari 2024  | Busan       | GER Timo Boll Dimitrij Ovtcharov Dang Qiu Patrick Franziska            | HKG Doo Hoi Kem Lee Ho Ching Zhu Chengzhu Ng Wing Lam                                |
| Wereldkampioenschappen 2024           | 16 - 25 februari 2024  | Busan       | JPN Tomokazu Harimoto Hiroto Shinozuka Shunsuke Togami Sora Matsushima | JPN Miwa Harimoto Hina Hayata Miu Hirano Miyuu Kihara                                |
| Wereldkampioenschappen 2024           | 16 - 25 februari 2024  | Busan       | KOR Cho Dae-seong Jang Woo-jin Lim Jong-hoon An Jae-hyun               | KOR Jeon Ji-hee Lee Eun-hye Shin Yu-bin Kim Na-yeong                                 |
| Wereldkampioenschappen 2024           | 16 - 25 februari 2024  | Busan       | POR Tiago Apolónia Marcos Freitas João Geraldo João Monteiro           | ROU Adina Diaconu Elizabeta Samara Bernadette Szőcs Andreea Dragoman                 |
| Wereldkampioenschappen 2024           | 16 - 25 februari 2024  | Busan       | TPE Chuang Chih-yuan Kao Cheng-jui Lin Yun-ju Feng Yi-hsin             | TPE Chen Szu-yu Cheng I-ching Chien Tung-chuan Huang Yi-hua                          |
| ITTF World Team Rankings              | maart 2024             | —           | CRO Andrej Gaćina Tomislav Pucar Filip Zeljko Frane Kojić              | IND Sreeja Akula Manika Batra Archana Kamath Ayhika Mukherjee                        |
| ITTF World Team Rankings              | maart 2024             | —           | IND Harmeet Desai Sharath Kamal Manav Thakkar Sathiyan Gnanasekaran    | POL Natalia Bajor Katarzyna Węgrzyn Zuzanna Wielgos Anna Węgrzyn                     |
| ITTF World Team Rankings              | maart 2024             | —           | SLO Peter Hribar Darko Jorgić Deni Kožul Aljaž Godec                   | THA Orawan Paranang Jinnipa Sawettabut Suthasini Sawettabut Wanwisa Aueawiriyayothin |
| ITTF World Team Rankings              | maart 2024             | —           | SWE Filippa Bergand Linda Bergström Christina Källberg Matilda Hansson |                                                                                      |

Als men al gekwalificeerd was (zie doorhalingen) dan kwam er een plek bij bij de ITTF World Team Rankings.

Schuingedrukte spelers zijn reservespelers, ook wel P-alternates genaamd. Reservespelers (max. één per team), mogen alleen invallen als diegene die vervangen wordt niet meer terugkomt. Het invallen is dus onomkeerbaar.

## Kwalificatie gemengd dubbel
| Evenement                        | Data                         | Plaats      | Spelers | Spelers                              |
| -------------------------------- | ---------------------------- | ----------- | ------- | ------------------------------------ |
| Gastheer                         | —                            | —           | FRA     | Alexis Lebrun Jia Nan Yuan           |
| Europese Spelen 2023             | 21 juni - 2 juli 2023        | Krakau      | GER     | Dang Qiu Nina Mittelham              |
| Aziatische kampioenschappen 2023 | 3 - 10 september 2023        | Pyeongchang | CHN     | Lin Gaoyuan Wang Yidi                |
| Oceanische kampioenschappen 2023 | 2 - 9 september 2023         | Townsville  | AUS     | Nicholas Lum Minhyung Jee            |
| Afrikaanse kampioenschappen 2023 | 11 - 17 september 2023       | Tunis       | EGY     | Omar Assar Dina Meshref              |
| Pan Amerikaanse Spelen 2023      | 29 oktober - 5 november 2023 | Santiago    | BRA     | Vitor Ishiy Bruna Takahashi          |
| Pan Amerikaanse Spelen 2023      | 29 oktober - 5 november 2023 | Santiago    | CUB     | Jorge Campos Daniela Fonseca         |
| ITTF World OKT                   | 11 - 12 april 2024           | Havířov     | PRK     | Ri Jong-sik Kim Kum-yong             |
| ITTF World OKT                   | 11 - 12 april 2024           | Havířov     | HKG     | Wong Chun-ting Doo Hoi Kem           |
| ITTF World OKT                   | 11 - 12 april 2024           | Havířov     | ESP     | Álvaro Robles María Xiao             |
| ITTF World OKT                   | 11 - 12 april 2024           | Havířov     | SWE     | Kristian Karlsson Christina Källberg |
| ITTF World Rankings              | 7 mei 2024                   | —           | CHN     | Wang Chuqin Sun Yingsha              |
| ITTF World Rankings              | 7 mei 2024                   | —           | JPN     | Tomokazu Harimoto Hina Hayata        |
| ITTF World Rankings              | 7 mei 2024                   | —           | KOR     | Lim Jong-hoon Shin Yu-bin            |
| ITTF World Rankings              | 7 mei 2024                   | —           | ROU     | Ovidiu Ionescu Bernadette Szőcs      |
| ITTF World Rankings              | 7 mei 2024                   | —           | TPE     | Lin Yun-ju Chen Szu-yu               |
| ITTF World Rankings              | 7 mei 2024                   | —           | HUN     | Nándor Ecseki Dóra Madarász          |

China bevestigde de kwalificatie via de Aziatisch kampioenschappen niet (zie doorhaling).

## Enkelspelkwalificatie
Er zijn per NOC dat zich geplaatst heeft met het team twee plekken beschikbaar. En maximaal 70 plekken voor mannen en 70 voor vrouwen. Minus de 32 voor de spelers uit geplaatste teams blijven dus maximaal 48 plekken over per sekse.
| Evenement                         | Data             | Plaats      | Mannen                                                  | Mannen | Vrouwen                                         | Vrouwen |
| --------------------------------- | ---------------- | ----------- | ------------------------------------------------------- | --- | ----------------------------------------------- | --- |
| team kwalificatie                 | —                | —           | FRA                                                     | Alexis Lebrun | FRA                                             | Prithika Pavade |
| team kwalificatie                 | —                | —           | FRA                                                     | Félix Lebrun | FRA                                             | Jia Nan Yuan |
| team kwalificatie                 | —                | —           | AUS                                                     | Nicholas Lum | AUS                                             | Minhyung Jee |
| team kwalificatie                 | —                | —           | AUS                                                     | Finn Luu | AUS                                             | Melissa Tapper |
| team kwalificatie                 | —                | —           | CHN                                                     | Fan Zhendong | CHN                                             | Chen Meng |
| team kwalificatie                 | —                | —           | CHN                                                     | Wang Chuqin | CHN                                             | Sun Yingsha |
| team kwalificatie                 | —                | —           | SWE                                                     | Anton Källberg | GER                                             | Shan Xiaona |
| team kwalificatie                 | —                | —           | SWE                                                     | Truls Möregårdh | GER                                             | Nina Mittelham |
| team kwalificatie                 | —                | —           | BRA                                                     | Hugo Calderano | BRA                                             | Bruna Takahashi |
| team kwalificatie                 | —                | —           | BRA                                                     | Vitor Ishiy | BRA                                             | Giulia Takahashi |
| team kwalificatie                 | —                | —           | CAN                                                     | Edward Ly | USA                                             | Amy Wang |
| team kwalificatie                 | —                | —           | CAN                                                     | Eugene Wang | USA                                             | Lily Zhang |
| team kwalificatie                 | —                | —           | EGY                                                     | Omar Assar | EGY                                             | Hana Goda |
| team kwalificatie                 | —                | —           | EGY                                                     | Mohamed El-Beiali | EGY                                             | Dina Meshref |
| team kwalificatie                 | —                | —           | DEN                                                     | Jonathan Groth | HKG                                             | Doo Hoi Kem |
| team kwalificatie                 | —                | —           | DEN                                                     | Anders Lind | HKG                                             | Zhu Chengzhu |
| team kwalificatie                 | —                | —           | GER                                                     | Dimitrij Ovtcharov | JPN                                             | Hina Hayata |
| team kwalificatie                 | —                | —           | GER                                                     | Dang Qiu | JPN                                             | Miu Hirano |
| team kwalificatie                 | —                | —           | JPN                                                     | Tomokazu Harimoto | KOR                                             | Jeon Ji-hee |
| team kwalificatie                 | —                | —           | JPN                                                     | Shunsuke Togami | KOR                                             | Shin Yu-bin |
| team kwalificatie                 | —                | —           | KOR                                                     | Cho Dae-seong | ROU                                             | Elizabeta Samara |
| team kwalificatie                 | —                | —           | KOR                                                     | Jang Woo-jin | ROU                                             | Bernadette Szőcs |
| team kwalificatie                 | —                | —           | POR                                                     | Tiago Apolónia | TPE                                             | Cheng I-ching |
| team kwalificatie                 | —                | —           | POR                                                     | Marcos Freitas | TPE                                             | Chien Tung-chuan |
| team kwalificatie                 | —                | —           | TPE                                                     | Kao Cheng-jui | IND                                             | Sreeja Akula |
| team kwalificatie                 | —                | —           | TPE                                                     | Lin Yun-ju | IND                                             | Manika Batra |
| team kwalificatie                 | —                | —           | CRO                                                     | Andrej Gaćina | POL                                             | Natalia Bajor |
| team kwalificatie                 | —                | —           | CRO                                                     | Tomislav Pucar | POL                                             | Katarzyna Węgrzyn |
| team kwalificatie                 | —                | —           | IND                                                     | Harmeet Desai | THA                                             | Orawan Paranang |
| team kwalificatie                 | —                | —           | IND                                                     | Sharath Kamal | THA                                             | Suthasini Sawettabut |
| team kwalificatie                 | —                | —           | SLO                                                     | Darko Jorgić | SWE                                             | Linda Bergström |
| team kwalificatie                 | —                | —           | SLO                                                     | Deni Kožul | SWE                                             | Christina Källberg |
| OKT Afrika 2024                   | 16 - 18 mei 2024 | Kigali      | ALG                                                     | Mehdi Bouloussa | NGR                                             | Fatimo Bello |
| OKT Afrika 2024                   | 16 - 18 mei 2024 | Kigali      | NGR                                                     | Olajide Omotayo | NGR                                             | Offiong Edem |
| OKT Afrika 2024                   | 16 - 18 mei 2024 | Kigali      | MAD                                                     | Fabio Rakotoarimanana | CMR                                             | Sarah Hanffou |
| OKT Europa 2024                   | 15 - 19 mei 2024 | Sarajevo    | GRE                                                     | Panagiotis Gionis | NED                                             | Britt Eerland |
| OKT Europa 2024                   | 15 - 19 mei 2024 | Sarajevo    | POL                                                     | Miłosz Redzimski | GBR                                             | Anna Hursey |
| OKT Europa 2024                   | 15 - 19 mei 2024 | Sarajevo    | MDA                                                     | Vladislav Ursu | UKR                                             | Margaryta Pesotska |
| OKT Europa 2024                   | 15 - 19 mei 2024 | Sarajevo    | SVK                                                     | Wang Yang | POR                                             | Shao Jieni |
| OKT Europa 2024                   | 15 - 19 mei 2024 | Sarajevo    | UKR                                                     | Jaroslav Zjmoedenko | POR                                             | Yu Fu |
| OKT Pan-Amerika 2024              | 14 - 18 mei 2024 | Lima        | ARG                                                     | Santiago Lorenzo | CHI                                             | María Paulina Vega |
| OKT Pan-Amerika 2024              | 14 - 18 mei 2024 | Lima        | MEX                                                     | Marcos Madrid | CAN                                             | Mo Zhang |
| OKT Pan-Amerika 2024              | 14 - 18 mei 2024 | Lima        | USA                                                     | Kanak Jha | MEX                                             | Arantxa Cossio Aceves |
| OKT Pan-Amerika 2024              | 14 - 18 mei 2024 | Lima        | CUB                                                     | Andy Pereira | CHI                                             | Zhiying Zeng |
| OKT Oceanië 2024                  | 10 mei 2024      | Nouméa      | NZL                                                     | Alfred Dela Pena 1 | VAN                                             | Priscila Tommy |
| OKT Centraal-Azië 2024            | 17 - 19 mei 2024 | Tasjkent    | IRI                                                     | Nima Alamian | IRI                                             | Neda Shahsavari |
| OKT West-Azië 2024                | 17 - 19 mei 2024 | Suleimaniya | JOR                                                     | Zaid Abo-Yaman | LBN                                             | Mariana Sahakian |
| OKT Zuidoost-Azië 2024            | 8 - 10 mei 2024  | Bangkok     | SGP                                                     | Izaac Quek | SGP                                             | Zeng Jian |
| OKT Zuid-Azië 2024                | 13 - 15 mei 2024 | Kathmandu   | NEP                                                     | Santoo Shrestha | MDV                                             | Fathimath Ali |
| Oost-Azië                         | —                | —           | HKG                                                     | Wong Chun-ting | PRK                                             | Pyon Song-gyong |
| Universality places               | 5 juni 2024      | —           | CGO                                                     | Saheed Idowu | GUY                                             | Chelsea Edghill |
| ITTF Cont. Rankings (Afrika)      | 11 juni 2024     | —           | NGR                                                     | Quadri Aruna | ALG                                             | Lynda Loghraibi |
| ITTF Cont. Rankings (Azië)        | 11 juni 2024     | —           | KAZ                                                     | Kirill Gerassimenko | SGP                                             | Zhou Jingyi |
| ITTF Cont. Rankings (Europa)      | 11 juni 2024     | —           | ESP                                                     | Álvaro Robles | MON                                             | Xiaoxin Yang |
| ITTF Cont. Rankings (Pan-Amerika) | 11 juni 2024     | —           | CHI                                                     | Nicolás Burgos | PUR                                             | Adriana Díaz |
| ITTF World Rankings               | 18 juni 2024     | —           | NZL GBR ROU IRI AUT ROU PUR ECU BEL SEN PUR LUX BEL FIJ | Roger Wang 1 Liam Pitchford Ovidiu Ionescu Noshad Alamiyan Daniel Habesohn Eduard Ionescu Brian Afanador Alberto Miño Martin Allegro Ibrahima Diaw Daniel Gonzáles Luka Mladenovic Cédric Nuytinck Vicky Wu 1 | AUT LUX ITA ESP HUN CRO CZE SRB ITA LUX TUR UKR | Sofia Polcanova Ni Xia Lian Giorgia Piccolin María Xiao Georgina Póta Ivana Malobabić Hana Matelová Izabela Lupulesku Debora Vivarelli Sarah de Nutte Sibel Altınkaya Solomia Bratejko |

1 Nieuw-Zeeland bevestigde de kwalificatie van Alfred Dela Pena en Roger Wang niet (zie doorhaling). Die plek komt beschikbaar bij de ITTF World Rankings voor de speler met de hoogste rating uit de betreffende continent.
Schuingedrukte namen zijn nog niet bevestigd door de desbetreffende NOC.